# Governo Kishida II
Il governo Kishida II è stato il 101º governo del Giappone, in carica dal 10 novembre 2021 al 1º ottobre 2024, con a capo il primo ministro Fumio Kishida. 
Il governo è stata la continuazione, seppur con ministri differenti, della stessa coalizione di maggioranza tra il Partito Liberal Democratico e Kōmeitō, essendo quest’ultima stata riconfermata alle elezioni del 2021 con una maggioranza complessiva di 293 seggi su 465 alla Camera dei rappresentanti. 
Il 10 novembre, il governo ha ottenuto la fiducia ed è dunque entrato in carica.
Il 1º ottobre 2024, in seguito a vari scandali che hanno attanagliato la popolarità e la figura del Primo ministro Fumio Kishida, il quale non si è contestualmente ripresentato alle elezioni interne del Partito Liberal Democratico, il governo si dimette per agevolare la transizione al governo del nuovo leader, Shigeru Ishiba.

## Rimpasti politici

### 2022
Il 10 agosto 2022, il Primo ministro Kishida, in seguito alle conseguenze sociali che l’attentato contro l’ex-Primo ministro Shinzō Abe (avvenuto a poco più di un mese di distanza) ha scaturito sulla popolarità (scesa dal 59 al 46%) del suo governo, del suo partito e dei suoi ministri agli occhi della società giapponese, ormai non più molto fiduciosa di un esecutivo i cui ministri e membri di partito avevano legami evidenti o vicinanze con la Chiesa dell'unificazione, setta religiosa la cui diffusione è stata arbitrariamente attribuita ad Abe (sebbene ne fosse sostenitore ma non membro) e ne ha causato la morte, nonché di un riaccendersi di una nuova crisi dello stretto di Formosa e di altre tensioni in Asia, si è visto obbligato a svolgere un'enorme operazione di rimpasto politico, rimuovendo e spostando molti ministri e membri del governo e di partito vicini alla setta.

### 2023
Il 13 settembre 2023, il Governo subisce un ulteriore rimpasto, visto il volere del Primo ministro di includere più donne all'interno del governo.
Il 14 dicembre, in seguito ad uno scandalo di corruzione di una delle correnti del Partito Liberal Democratico, il Governo subisce un ennesimo rimpasto, proseguito nei giorni seguenti.

## Situazione parlamentare
| Camera                    | Collocazione | Partiti                                                                     | Seggi     |
| ------------------------- | ------------ | --------------------------------------------------------------------------- | --------- |
| Camera dei Rappresentanti | Maggioranza  | LDP (261), Kōmeitō (32)                                                     | 293 / 465 |
| Camera dei Rappresentanti | Opposizione  | PCD (96), PDIG (41), PDP (11), JCP (10), RS (3), PSD (1), Indipendenti (10) | 162 / 465 |

## Elenco dei ministri

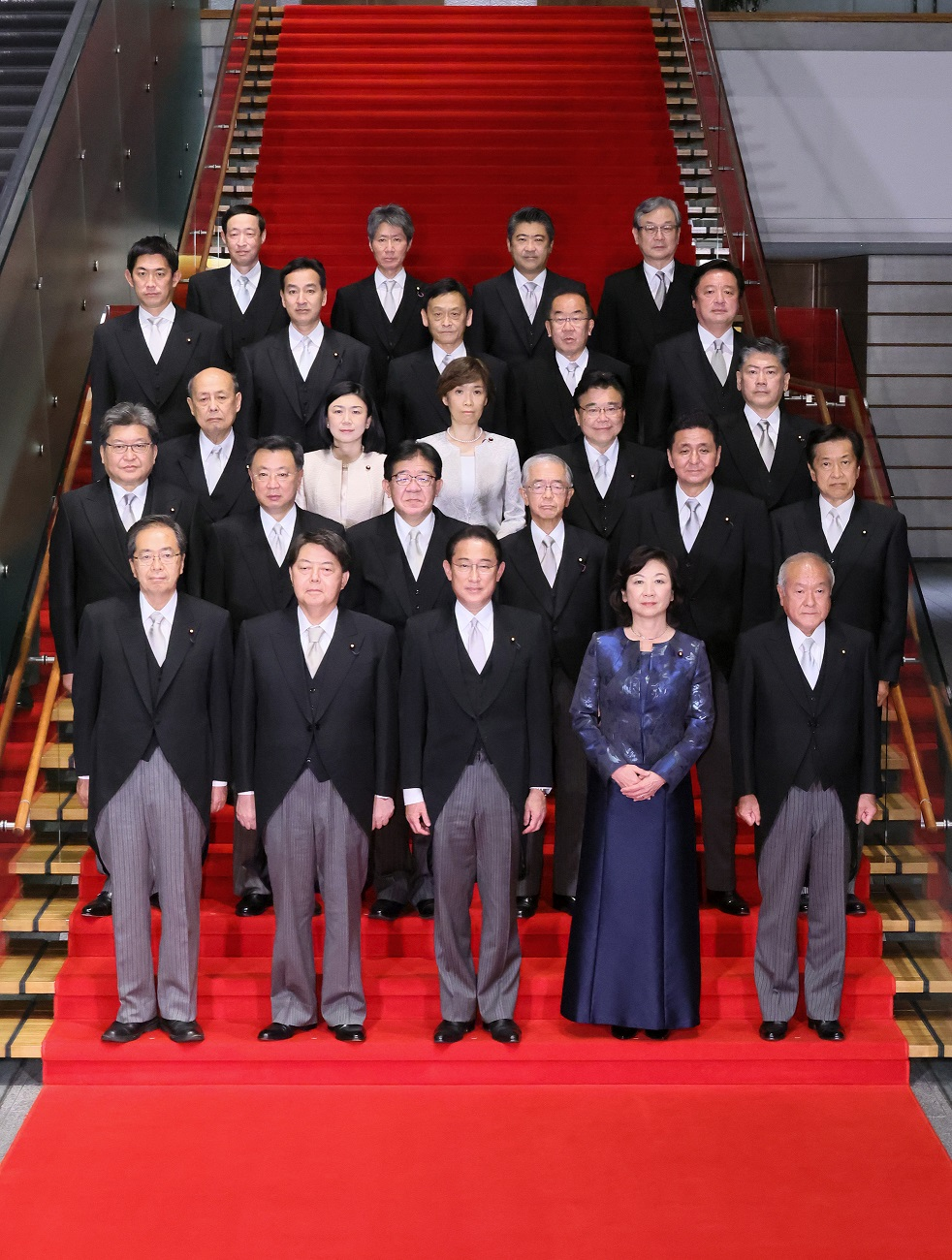
Il primo ministro del Giappone Fumio Kishida (prima fila, al centro) con i membri del governo all'interno del Kantei al momento della formazione iniziale dell’esecutivo, 11 novembre 2021.

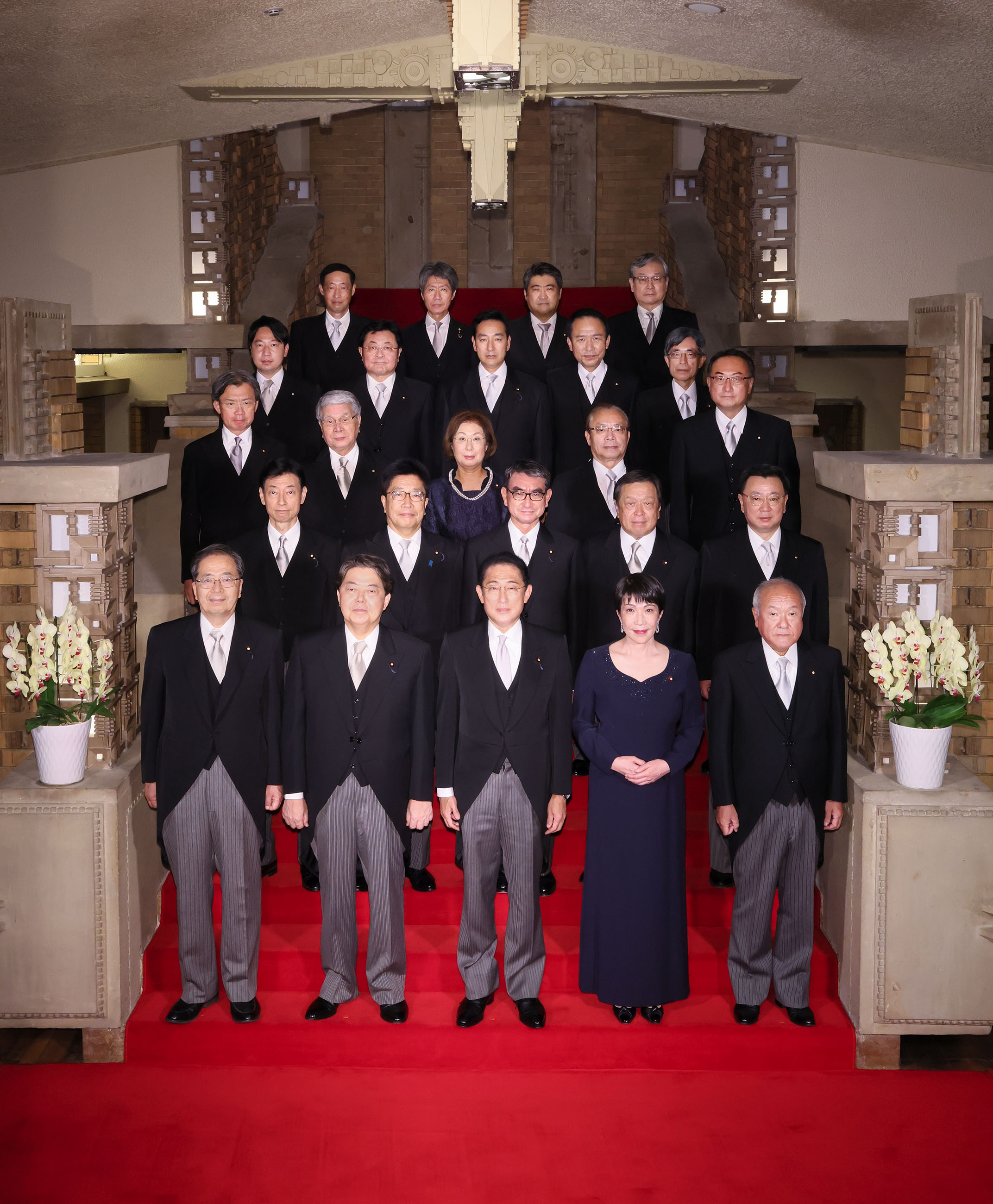
Il primo ministro del Giappone Fumio Kishida (prima fila, al centro) con i membri del governo all'interno del Kantei al momento del primo rimpasto dell’esecutivo, 10 agosto 2022.

### Legenda
|   | Partito Liberal Democratico (PLD)      |
|   | Kōmeitō (K)                            |
| R | Membro della Camera dei rappresentanti |
| C | Membro della Camera dei consiglieri    |
| B | Burocrate                              |

### Gabinetto

#### Ministri
| Dicastero | Titolare | Titolare | Titolare                                                       | Titolare |
| --- | -------- | -------- | -------------------------------------------------------------- | -------- |
| Primo ministro |          |          | Fumio Kishida                                                  | R        |
| Affari interni e comunicazioni |          |          | Yasushi Kaneko (fino al 10 agosto 2022)                        | R        |
| Affari interni e comunicazioni |          |          | Minoru Terada (dal 10 agosto al 20 novembre 2022)              | R        |
| Affari interni e comunicazioni |          |          | Takeaki Matsumoto (dal 20 novembre 2022 al 13 settembre 2023)  | R        |
| Affari interni e comunicazioni |          |          | Junji Suzuki (dal 13 settembre al 14 dicembre 2023)            | R        |
| Affari interni e comunicazioni |          |          | Takeaki Matsumoto (dal 14 dicembre 2023)                       | R        |
| Giustizia |          |          | Yoshihisa Furukawa (fino al 10 agosto 2022)                    | R        |
| Giustizia |          |          | Yasuhiro Hanashi (dal 10 agosto all’11 novembre 2022)          | R        |
| Giustizia |          |          | Ken Saitō (dall’11 novembre 2022 al 13 settembre 2023)         | R        |
| Giustizia |          |          | Ryūji Koizumi (dal 13 settembre 2023)                          | R        |
| Affari esteri |          |          | Yoshimasa Hayashi (fino al 13 settembre 2023)                  | R        |
| Affari esteri |          |          | Yōko Kamikawa (dal 13 settembre 2023)                          | R        |
| Finanze Ministro di Stato per i servizi finanziari; Ministro incaricato del superamento della deflazione |          |          | Shun'ichi Suzuki                                               | R        |
| Istruzione, cultura, sport, scienza e tecnologia Ministro incaricato della riforma dell'istruzione |          |          | Shinsuke Suematsu (fino al 10 agosto 2022)                     | C        |
| Istruzione, cultura, sport, scienza e tecnologia Ministro incaricato della riforma dell'istruzione |          |          | Keiko Nagaoka (dal 10 agosto 2022 al 13 settembre 2023)        | R        |
| Istruzione, cultura, sport, scienza e tecnologia Ministro incaricato della riforma dell'istruzione |          |          | Masahito Moriyama (dal 13 settembre 2023)                      | R        |
| Agricoltura, foreste e pesca |          |          | Genjirō Kaneko (fino al 10 agosto 2022)                        | C        |
| Agricoltura, foreste e pesca |          |          | Tetsurō Nomura (dal 10 agosto 2022 al 13 settembre 2023)       | C        |
| Agricoltura, foreste e pesca |          |          | Ichirō Miyashita (dal 13 settembre al 14 dicembre 2023)        | R        |
| Agricoltura, foreste e pesca |          |          | Tetsushi Sakamoto (dal 14 dicembre 2023)                       | R        |
| Salute, lavoro e politiche sociali Ministro incaricato della riforma dello stile di lavoro |          |          | Shigeyuki Goto (fino al 10 agosto 2022)                        | R        |
| Salute, lavoro e politiche sociali Ministro incaricato della riforma dello stile di lavoro |          |          | Katsunobu Katō (dal 10 agosto 2022 al 13 settembre 2023)       | R        |
| Salute, lavoro e politiche sociali Ministro incaricato della riforma dello stile di lavoro |          |          | Keizō Takemi (dal 13 settembre 2023)                           | C        |
| Economia, commercio ed industria Ministro incaricato della competitività industriale; Ministro per la Trasformazione verde; Ministro della cooperazione economica con la Russia; Ministro incaricato della risposta all'impatto economico causato dall'incidente nucleare; Ministro di Stato per la compensazione dei danni nucleari e per la facilitazione dello smantellamento delle centrali |          |          | Kōichi Hagiuda (fino al 10 agosto 2022)                        | R        |
| Economia, commercio ed industria Ministro incaricato della competitività industriale; Ministro per la Trasformazione verde; Ministro della cooperazione economica con la Russia; Ministro incaricato della risposta all'impatto economico causato dall'incidente nucleare; Ministro di Stato per la compensazione dei danni nucleari e per la facilitazione dello smantellamento delle centrali |          |          | Yasutoshi Nishimura (dal 10 agosto 2022 al 14 dicembre 2023)   | R        |
| Economia, commercio ed industria Ministro incaricato della competitività industriale; Ministro per la Trasformazione verde; Ministro della cooperazione economica con la Russia; Ministro incaricato della risposta all'impatto economico causato dall'incidente nucleare; Ministro di Stato per la compensazione dei danni nucleari e per la facilitazione dello smantellamento delle centrali |          |          | Ken Saitō (dal 14 dicembre 2023)                               | R        |
| Territorio, infrastrutture, trasporti e turismo Ministro incaricato della politica sul ciclo dell'acqua; Ministro per l’Esposizione mondiale 2027 dell'orticoltura a Yokohama |          |          | Tetsuo Saitō                                                   | R        |
| Ambiente Ministro di Stato per la preparazione alle emergenze nucleari |          |          | Tsuyoshi Yamaguchi (fino al 10 agosto 2022)                    | R        |
| Ambiente Ministro di Stato per la preparazione alle emergenze nucleari |          |          | Akihiro Nishimura (dal 10 agosto 2022 al 13 settembre 2023)    | R        |
| Ambiente Ministro di Stato per la preparazione alle emergenze nucleari |          |          | Shintarō Itō (dal 13 settembre 2023)                           | R        |
| Difesa |          |          | Nobuo Kishi (fino al 10 agosto 2022)                           | R        |
| Difesa |          |          | Yasukazu Hamada (dal 10 agosto 2022 al 13 settembre 2023)      | R        |
| Difesa |          |          | Minoru Kihara (dal 13 settembre 2023)                          | R        |
| Capo segretario di gabinetto Ministro per la mitigazione dell'impatto delle forze statunitensi a Okinawa; Ministro responsabile della “questione dei rapimenti”; Ministro per la promozione della vaccinazione |          |          | Hirokazu Matsuno (fino al 14 dicembre 2023)                    | R        |
| Capo segretario di gabinetto Ministro per la mitigazione dell'impatto delle forze statunitensi a Okinawa; Ministro responsabile della “questione dei rapimenti”; Ministro per la promozione della vaccinazione |          |          | Yoshimasa Hayashi (dal 14 dicembre 2023)                       | R        |
| Affari digitali Ministro di Stato per la riforma digitale; Ministro incaricato della riforma del servizio civile; Ministro di Stato per gli affari dei consumatori e la sicurezza alimentare Ministro per la riforma amministrativa; Ministro di Stato per la riforma della regolamentazione |          |          | Karen Makishima (fino al 10 agosto 2022)                       | R        |
| Affari digitali Ministro di Stato per la riforma digitale; Ministro incaricato della riforma del servizio civile; Ministro di Stato per gli affari dei consumatori e la sicurezza alimentare Ministro per la riforma amministrativa; Ministro di Stato per la riforma della regolamentazione |          |          | Tarō Kōno (dal 10 agosto 2022)                                 | R        |
| Ricostruzione Ministro incaricato del coordinamento delle politiche globali per la ripresa dall'incidente nucleare di Fukushima; Ministro di Stato per Okinawa e per gli affari dei territori settentrionali |          |          | Kosaburo Nishime (fino al 10 agosto 2022)                      | R        |
| Ricostruzione Ministro incaricato del coordinamento delle politiche globali per la ripresa dall'incidente nucleare di Fukushima; Ministro di Stato per Okinawa e per gli affari dei territori settentrionali |          |          | Kenya Akiba (dal 10 agosto al 27 dicembre 2022)                | R        |
| Ricostruzione Ministro incaricato del coordinamento delle politiche globali per la ripresa dall'incidente nucleare di Fukushima; Ministro di Stato per Okinawa e per gli affari dei territori settentrionali |          |          | Hiromichi Watanabe (dal 27 dicembre 2022 al 13 settembre 2023) | R        |
| Ricostruzione Ministro incaricato del coordinamento delle politiche globali per la ripresa dall'incidente nucleare di Fukushima; Ministro di Stato per Okinawa e per gli affari dei territori settentrionali |          |          | Shinako Tsuchiya (dal 13 settembre 2023)                       | R        |
| Direttore della commissione nazionale per la pubblica sicurezza Ministro incaricato della costruzione della resilienza nazionale; Ministro incaricato delle questioni territoriali; Ministro di Stato per la gestione dei disastri e la politica oceanica; Ministro incaricato della riforma del servizio civile |          |          | Satoshi Ninoyu (fino al 10 agosto 2022)                        | C        |
| Direttore della commissione nazionale per la pubblica sicurezza Ministro incaricato della costruzione della resilienza nazionale; Ministro incaricato delle questioni territoriali; Ministro di Stato per la gestione dei disastri e la politica oceanica; Ministro incaricato della riforma del servizio civile |          |          | Koichi Tani (dal 10 agosto 2022 al 13 settembre 2023)          | R        |
| Direttore della commissione nazionale per la pubblica sicurezza Ministro incaricato della costruzione della resilienza nazionale; Ministro incaricato delle questioni territoriali; Ministro di Stato per la gestione dei disastri e la politica oceanica; Ministro incaricato della riforma del servizio civile |          |          | Yoshifumi Matsumura (dal 13 settembre 2023)                    | C        |
| Politiche dei bambini (istit.) Rivitalizzazione regionale (soppr.) Ministro incaricato per le politiche riguardo ai bambini (soppr.); Ministro per il superamento del declino demografico; Ministro di Stato per le misure contro la diminuzione del tasso di natalità; Ministro incaricato della coesione sociale; Ministro di Stato per l’uguaglianza di genere; Ministro incaricato per l’emancipazione femminile; Ministro incaricato per le misure contro la solitudine e l’isolamento |          |          | Seiko Noda (fino al 10 agosto 2022)                            | R        |
| Politiche dei bambini (istit.) Rivitalizzazione regionale (soppr.) Ministro incaricato per le politiche riguardo ai bambini (soppr.); Ministro per il superamento del declino demografico; Ministro di Stato per le misure contro la diminuzione del tasso di natalità; Ministro incaricato della coesione sociale; Ministro di Stato per l’uguaglianza di genere; Ministro incaricato per l’emancipazione femminile; Ministro incaricato per le misure contro la solitudine e l’isolamento |          |          | Masanobu Ogura (dal 10 agosto 2022 al 13 settembre 2023)       | R        |
| Politiche dei bambini (istit.) Rivitalizzazione regionale (soppr.) Ministro incaricato per le politiche riguardo ai bambini (soppr.); Ministro per il superamento del declino demografico; Ministro di Stato per le misure contro la diminuzione del tasso di natalità; Ministro incaricato della coesione sociale; Ministro di Stato per l’uguaglianza di genere; Ministro incaricato per l’emancipazione femminile; Ministro incaricato per le misure contro la solitudine e l’isolamento |          |          | Ayuko Katō (dal 13 settembre 2023)                             | R        |
| Rivitalizzazione economica Ministro incaricato per il “nuovo capitalismo”; Ministro incaricato per le startups; Ministro incaricato dell'economia locale; Ministro incaricato per le misure contro la nuova malattia da coronavirus e per la gestione delle crisi sanitarie; Ministro incaricato della riforma della previdenza sociale; Ministro incaricato della politica economica e fiscale |          |          | Daishiro Yamagiwa (fino al 25 ottobre 2022)                    | R        |
| Rivitalizzazione economica Ministro incaricato per il “nuovo capitalismo”; Ministro incaricato per le startups; Ministro incaricato dell'economia locale; Ministro incaricato per le misure contro la nuova malattia da coronavirus e per la gestione delle crisi sanitarie; Ministro incaricato della riforma della previdenza sociale; Ministro incaricato della politica economica e fiscale |          |          | Shigeyuki Gotō (dal 25 ottobre 2022 al 13 settembre 2023)      | R        |
| Rivitalizzazione economica Ministro incaricato per il “nuovo capitalismo”; Ministro incaricato per le startups; Ministro incaricato dell'economia locale; Ministro incaricato per le misure contro la nuova malattia da coronavirus e per la gestione delle crisi sanitarie; Ministro incaricato della riforma della previdenza sociale; Ministro incaricato della politica economica e fiscale |          |          | Yoshitaka Shindō (dal 13 settembre 2023)                       | R        |
| Sicurezza economica Ministro di Stato per la strategia sulla proprietà intellettuale; Ministro di Stato per le politiche scientifiche e tecnologiche; Ministro di Stato per le politiche spaziali |          |          | Takayuki Kobayashi (fino al 10 agosto 2022)                    | R        |
| Sicurezza economica Ministro di Stato per la strategia sulla proprietà intellettuale; Ministro di Stato per le politiche scientifiche e tecnologiche; Ministro di Stato per le politiche spaziali |          |          | Sanae Takaichi (dal 10 agosto 2022)                            | R        |
| Esposizione mondiale 2025 ad Osaka Ministro per la rivitalizzazione regionale; Ministro di Stato per Okinawa e per gli affari dei territori settentrionali; Ministro di Stato per la riforma della regolamentazione; Ministro incaricato della visione della nazione sulla città-giardino digitale; Ministro di Stato per la strategia “Cool Japan”; Ministro di Stato per le politiche degli Ainu; Ministro per la riforma amministrativa; Ministro di Stato per la strategia sulla proprietà intellettuale; Ministro incaricato del superamento del declino demografico e della rivitalizzazione dell'economia locale; Ministro incaricato della coesione sociale; Ministro di Stato per gli affari dei consumatori e la sicurezza alimentare |          |          | Kenji Wakamiya (fino al 10 agosto 2022)                        | R        |
| Esposizione mondiale 2025 ad Osaka Ministro per la rivitalizzazione regionale; Ministro di Stato per Okinawa e per gli affari dei territori settentrionali; Ministro di Stato per la riforma della regolamentazione; Ministro incaricato della visione della nazione sulla città-giardino digitale; Ministro di Stato per la strategia “Cool Japan”; Ministro di Stato per le politiche degli Ainu; Ministro per la riforma amministrativa; Ministro di Stato per la strategia sulla proprietà intellettuale; Ministro incaricato del superamento del declino demografico e della rivitalizzazione dell'economia locale; Ministro incaricato della coesione sociale; Ministro di Stato per gli affari dei consumatori e la sicurezza alimentare |          |          | Naoki Okada (dal 10 agosto 2022 al 13 settembre 2023)          | C        |
| Esposizione mondiale 2025 ad Osaka Ministro per la rivitalizzazione regionale; Ministro di Stato per Okinawa e per gli affari dei territori settentrionali; Ministro di Stato per la riforma della regolamentazione; Ministro incaricato della visione della nazione sulla città-giardino digitale; Ministro di Stato per la strategia “Cool Japan”; Ministro di Stato per le politiche degli Ainu; Ministro per la riforma amministrativa; Ministro di Stato per la strategia sulla proprietà intellettuale; Ministro incaricato del superamento del declino demografico e della rivitalizzazione dell'economia locale; Ministro incaricato della coesione sociale; Ministro di Stato per gli affari dei consumatori e la sicurezza alimentare |          |          | Hanako Jimi (dal 13 settembre 2023)                            | C        |
| Giochi olimpici e paralimpici di Tokyo (soppr.); Ministro incaricato per la promozione della vaccinazione |          |          | Noriko Horiuchi (fino al 31 marzo 2022)                        | R        |

#### Ufficio del Primo ministro
| Carica | Titolare | Titolare | Titolare                                              | Titolare |
| --- | -------- | -------- | ----------------------------------------------------- | -------- |
| Consigliere speciale del Primo ministro per lo sviluppo delle infrastrutture sociali, della resilienza nazionale e della ricostruzione, la politica di innovazione scientifica e tecnologica e gli altri incarichi speciali |          |          | Masafumi Mori (dal 10 agosto 2022)                    | B        |
| Consigliere speciale del Primo ministro per la sicurezza nazionale |          |          | Seiji Kihara (fino al 3 dicembre 2021)                | R        |
| Consigliere speciale del Primo ministro per la sicurezza nazionale |          |          | Minoru Terada (dal 3 dicembre 2021 al 10 agosto 2022) | R        |
| Consigliere speciale del Primo ministro per la sicurezza nazionale |          |          | Nobuo Kishi (dal 10 agosto 2022 al 13 settembre 2023) | R        |
| Consigliere speciale del Primo ministro per la sicurezza nazionale |          |          | Hirotaka Ishihara (dal 13 settembre 2023)             | R        |
| Consigliere speciale del Primo ministro per i problemi internazionali sui diritti umani |          |          | Gen Nakatani                                          | R        |
| Consigliere speciale del Primo ministro per l’economia domestica ed altre problematiche speciali |          |          | Hideki Murai                                          | R        |
| Consigliera speciale del Primo ministro per l’emancipazione femminile |          |          | Masako Mori (fino al 15 settembre 2023)               | C        |
| Consigliera speciale del Primo ministro per l’emancipazione femminile |          |          | Michiko Ueno (dal 15 settembre 2023)                  | C        |

Fonti:
- (EN) Prime Minister of Japan and His Cabinet - The Cabinet (Formazione iniziale), su japan.kantei.go.jp.
- (EN) Prime Minister of Japan and His Cabinet - The Cabinet (Formazione post-primo rimpasto), su japan.kantei.go.jp.
- (EN) Prime Minister of Japan and His Cabinet - The Cabinet (Formazione post-secondo rimpasto), su japan.kantei.go.jp.